# تپه سیاه‌ریگی قلعه نوخرقان
تپه سیاه ریگی قلعه نوخرقان مربوط به دوران پیش از تاریخ ایران باستان است و در شهرستان شاهرود، شرق قلعه نوخرقان واقع شده و این اثر در تاریخ ۲۵ خرداد ۱۳۸۱ با شمارهٔ ثبت ۵۸۴۸ به‌عنوان یکی از آثار ملی ایران به ثبت رسیده است.